# Первое сражение под Новой Весью (1863)
Первый бой под Новой-Весью (в русских источниках бой у Троячека) — вооружённое столкновение между польскими повстанцами и регулярными войсками, произошедшее 9 (21) февраля 1863 года в ходе Январского восстания.

## Предыстория
Фактический полный разгром отряда повстанцев под командованием Людвика Мерославского под Кшивосондзом 7 (19) февраля 1863 год заставил его с 36 оставшимися единомышленниками отступить в тот же день к Радзеёвой и в ночь на 8 (20) февраля соединиться с отрядом из 400 человек другого повстанческого командира Казимира Мелецкого у деревни Троячёк. В результате их объединённые силы вновь достигли численности около 500 человек. Повстанцы расположили свой лагерь в окрестностях между деревнями Троячек и Новая-Весь недалеко от прусской границы. 

## Бой
Около 10 часов утра 9 (21) февраля 1863 года повстанцы неожиданно были атакованы с трёх сторон регулярными войсками под командованием полковника Юрия Шильдер-Шульднера. Атака имела для русских войск ошеломительный успех, так как мятежники совершенно не были готовы к ней. Мерославский в пылу сражения спешно пытался прикрываясь отрядом из 80 повстанцев вооруженных ружьями отвести с целью дальнейшей перегруппировки и фланговой контратаки всех косиньеров к густому лесу, на стороне занятой ими опушки леса ещё на тот момент свободной от русских подразделений. Однако план был нарушен так, как оба командира косинеров — Цыганский и Микулич были убиты уже в первые минуты боя, после чего вверенные им силы стали разбегаться.
Смятение в рядах повстанцев было увеличено ещё тем, что в самый разгар боя, когда русские находились менее чем в 100 шагах, второй командир восставших Казимир Меленцкий обнажил весь правый фланг обороны мятежников, находящихся под его руководством, внезапно оставив Мерославского и начав организованное отступление своего подразделение к прусской границе. Польские историки приходят к выводу, о том, что предательство Мелецкого было спланировано заранее, так как он был представителем партии «белых», которые, к слову как и часть партии «красных», выступали против диктатуры Мерославского, желая поставить во главе восстания своего человека.
Оставшиеся мятежники из отряда Мирославского, по польским данным находясь под русским артиллерийским обстрелом ещё не менее трёх часов, также беспорядочно бежали с поля боя в сторону прусской границы вместе со своим командиром. Бой завершился абсолютной победой русских регулярных войск.

## Последствия
Повстанцы в сражении понесли потери — по русским данным более 100 человек были убиты или ранены, 32 попали в плен, по польским данным потери мятежников составили 37 убитых и 30 раненых. Регулярные войска по польским данным потеряли 9 солдат убитыми и 18 ранеными, а по русским 3 ранеными. Оставшиеся в живых повстанцы и сам Мерославский бежали на территорию Пруссии. После этого Мерославский распустил свой отряд и уехал в Париж, формально однако оставшись в должности диктатора до 27 февраля (10 марта), когда под давлением «белых» передал в письме из Парижа полномочия М. Лангевичу. Более участия в восстании не принимал.
Отряд Казимира Мелецкого, также отступивший на прусскую территорию, позже доукомплектованный добровольцами и довооружённый, вернулся в конце февраля 1863 года в Царство Польское и несколько недель вёл партизанскую войну против регулярных войск в Казимежских и Осовицких лесах, пока не был окончательно разбит отрядом майора Нелидова в бою при Слесине (Микожине) 10 (22) марта 1863 года. Эвакуированный вырвавшимися с поля боя в Пруссию Мелецкий умер от последствий ранения 27 июня (9 июля) 1863 года.